# Eparchie Shamshabad
Die Eparchie Shamshabad ist eine in Indien gelegene Eparchie der mit der römisch-katholischen Kirche unierten syro-malabarischen Kirche mit Sitz in Shamshabad (transkribiert auch Schamschabad), Distrikt Rangareddy, Telangana.

## Geschichte
Die Eparchie Shamshabad wurde am 10. Oktober 2017 von Papst Franziskus errichtet.

## Bischöfe von Shamshabad
- Raphael Thattil, 2017–2024, dann Großerzbischof von Ernakulam-Angamaly
- Antony Prince Panengaden, seit 2024